# ¡Brinca! 2
¡Brinca! 2 es el segundo álbum infantil de Tatiana, posterior a ¡Brinca!. Fue lanzado oficialmente el 6 de noviembre de 1996, tan solo a un año y veintiséis días de ¡Brinca!, continuando también con la exitosa carrera en la música infantil de Tatiana. 

## Información del álbum
Al igual que ¡Brinca!, ¡Brinca! 2 también presenta canciones tradicionales infantiles en versiones modernizadas. En esta ocasión, el álbum fue muy promocionado por televisión, permitiendo un elevado número de ventas discográficas.

## Sencillos
Se desprenden los temas «Estrellita» y «Hockey Pockey» como sencillos oficiales del álbum. «Estrellita» contó con un videoclip y fue lanzado a mediados de 1996, mientras «Hockey Pockey» solo se promocionó por radio a inicios de 1997, aunque ambos temas fueron muy populares.

## Lista de canciones
Nuevamente, las canciones corresponden a piezas del dominio público, exceptuando a «Estrellita», cuya autoría se acredita a Manuel M. Ponce, y «El piojo y la pulga», melodía compuesta originalmente por Felipe "Charro" Gil.
| #   | Título | Duración |
| --- | --- | -------- |
| 1.  | «Estrellita» | 3:57     |
| 2.  | Martinillo | 4:07     |
| 3.  | Una Rata Vieja | 3:48     |
| 4.  | Amo A To | 2:44     |
| 5.  | Pollito Chicken | 3:54     |
| 6.  | «Hockey Pockey» | 2:52     |
| 7.  | Witzy Witzy Araña | 3:32     |
| 8.  | El Piojo Y La Pulga | 3:27     |
| 9.  | Potpurrí Tradidance: Mambrú/San Serafín del Monte/Arroz Con Leche/A La Rueda de San Miguel/Acitrón/Doña Blanca/Naranja Dulce | 5:51     |
| 10. | Potpurrí A Dormir: A La Rorro/Los pollitos                                                                                   | 4:45     |
| 11. | Estrellita (Remix) | 4:10     |

- Datos: Q42394618